# Harold López-Nussa

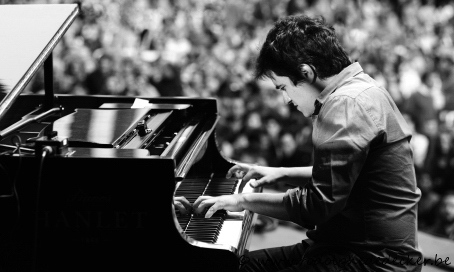
Harold López-Nussa (2010, Brüssel)

Harold López-Nussa Torres (* 13. Juli 1983 in Havanna) ist ein kubanischer Jazzmusiker (Klavier und Komposition), der seit 2021 in Toulouse lebt.

## Leben
López-Nussa ist Sohn des Jazz-Schlagzeugers Ruy López-Nussa Lekszycki und der Klavierlehrerin Mayra Torres. Er begann mit acht Jahren mit Klavierunterricht im Konservatorium Manuel Saumell. 1995 wechselte er ins Konservatorium Amadeo Roldán. Er konzentrierte sich bald auf eine Ausbildung als klassischer Konzertpianist und machte seinen Abschluss am Instituto Superior de Arte – alle Ausbildungsstätten befanden sich in seiner Heimatstadt Havanna. Er gab Solokonzerte und trat mit dem nationalen kubanischen Sinfonieorchester ebenso auf wie mit dem Sinfonieorchester der Provinz Holguín und dem Sinfonieorchester der Provinz Matanzas und dem Lyceum Mozartiano Havanna. Sein Album Cinco Conciertos para Piano y Orquesta de Heitor Villa-Lobos wurde 2003 eingespielt.
2007 entschied er sich für eine Karriere im Jazz und baute eine eigene Band auf. In der Folge trat er mit Musikern wie Chucho Valdés, David Sánchez, Horacio „El Negro“ Hernández, Christian Scott, Stefon Harris, Bobby Carcassés, Elmer Ferrer und Alexander Brown auf. Zwischen 2008 und 2011 begleitete er als Pianist Omara Portuondo bei internationalen Tourneen; gegenwärtig ist er ein Mitglied der Maraca & The Monterey Latin Jazz All-Stars.
Unter eigenem Namen legte er Alben wie Sobre el atelier (2007), Canciones (2008), Herencia (2009), El país de las maravillas (2011) und New Day (2013) vor, für die er auch komponierte. Mit seinem Trio, das aktuell aus Bassist Felipe Cabrera und seinem jüngeren Bruder, Schlagzeuger Ruy Adrian besteht, und als Solist spielte er in großen Jazzclubs, aber auch auf internationalen Festivals wie dem Montreux Jazz Festival, Montreal Jazz Festival, San Francisco Jazz Festival, Jazz in Marciac, North Sea Jazz Festival, Jazz à Vienne und dem Moers Festival. Auch nahm er mit Leo Brouwer auf und komponierte für den Film.
Der ebenfalls bekannte und erfolgreiche kubanische Jazz-Pianist Ernán López-Nussa ist Harolds Onkel.

## Preise und Auszeichnungen
López-Nussa errang 2005 den Ersten Preis und den Hörerpreis beim Soloklavier-Wettbewerb des Montreux Jazz Festival. Auch wurde er mit dem Jazz Talent 2011 der französischen ADAMI ausgezeichnet. Als Filmkomponist erhielt er den Preis für den besten Original-Soundtrack beim 9. New Filmmakers Exhibit für seine Musik zum Dokumentarfilm Salvador de Cojímar von Ernesto Sánchez. Für die Musik zu Fábula von Lester Hamlet erhielt er den Cubadisco 2014.

## Diskographische Hinweise
- Sobre el atelier (Cristal, 2007)
- Canciones (Connector, 2007)
- Harold López-Nussa Trio: Herencia (Harmonia Mundi, 2009)
- Harold López-Nussa Trio: El País de las Maravillas (Harmonia Mundi, 2011)
- New Day (Jazz Village, 2013)
- Alune Wade & Harold López-Nussa: Havana Paris Dakar (Harmonia Mundi, 2015)
- El Viaje (Mack Avenue, 2016)
- Un día cualquiera (Mack Avenue, 2018)
- Te lo dije (Mack Avenue, 2020)
- Timba a la Americana (Blue Note, 2023)